# Río Lules
El río Lules es un curso fluvial situado en la provincia de Tucumán, en el noroeste de la Argentina. Forma parte de la cuenca de la Laguna Mar Chiquita.
Está ubicado en el centro de la provincia de Tucumán, a la que recorre en sentido oeste-este. Como todos los ríos de la región, conduce más agua durante la temporada estival que durante la invernal, ya que el clima monzónico produce lluvias casi exclusivamente en los meses cálidos.
Se forma por la unión de varios ríos que bajan de las Cumbres Calchaquíes a través de quebradas de alta montaña y de la región selvática. Entre sus tributarios se cuentan los ríos La Hoyada y Anfama, que al unirse pasan a denominarse río Grande o de la Quebrada, recibiendo otros pequeños tributarios como los ríos Chasquivil, Mala Mala y La Ciénaga. Atraviesa una profunda quebrada, en medio de la cual se le unen los ríos de las Tablas y Huayco Hondo, y al pie de quebrada recibe los aportes del río San Javier.
En sus tramos finales de montaña, existió una central hidroeléctrica de pasada, que desviaba las aguas del río a través de una enorme tubería hasta una usina hidroeléctrica. En la actualidad, los restos de las instalaciones son utilizados para el turismo aventura. Se ha proyectado un futuro embalse, llamado Potrero de las Tablas, que permitiría aprovechar hidroeléctricamente el desnivel que recorre el río, y aportar agua potable a diversas localidades del centro de la provincia. El proyecto prevé una capacidad de embalse de 52,8 hm³, un lago de 313 m³ha, y la regulación del caudal del río con un caudal medio de hasta 5,2 m³/s.
Al salir al llano, cruza un área agrícola densamente poblada, pasa junto a la ciudad de Lules, gira levemente hacia el sur, y finalmente desemboca en el río Salí junto a la ciudad de Bella Vista. Tiene un caudal medio de algo más de 7 m³/s, pero se han medido caudales máximos de 960 m³/s. Las crecidas, comunes a finales de verano, suelen causar serios inconveniente en las ciudades cercanas.